# 弘前市立北小学校
弘前市立北小学校（ひろさきしりつ きたしょうがっこう）は青森県弘前市青山3丁目にある公立小学校。

## 沿革
- 1989年（平成元年） - 校舎建設開始[1]。
- 1991年（平成3年）
  - 4月1日 - 弘前市立時敏小学校の一部学区が分離し、本校創立。
  - 4月7日 - 第1回入学式挙行。
  - 5月10日 - プール新設工事開始。
  - 5月27日 - 校章制定。
  - 7月23日 - プール完成。
  - 8月2日 - 敷地整備工事開始。
  - 8月22日 - 校歌制定。
  - 9月25日 - 敷地整備工事完了。
  - 10月2日 - 校歌発表会及び校旗樹立式挙行。
  - 10月6日 - 創立・校舎落成記念式典挙行。
- 1992年（平成4年）3月24日 - 第1回卒業式挙行。
- 1994年（平成6年）8月25日 - 校舎増築工事開始。
- 1995年（平成7年）10月7日 - 校舎増築落成記念式典挙行。
- 1998年（平成10年）
  - 5月18日 - サッカー防球ネット設置。
  - 12月1日 - 校庭北側避難路設置。
- 2001年（平成13年）
  - 4月20日 - 学校名電柱広告設置。
  - 9月29日 - 遊具（二連ブランコ）設置。
  - 10月6日 - 創立10周年記念式典挙行。記念としてブランコ1基購入。
- 2003年（平成15年）3月7日 - 体育館に舞台幕・暗幕購入。
- 2009年（平成21年）4月1日 - 自閉症・情緒特別支援学級（ひまわり学級）開設。
- 2010年（平成22年）4月1日 - 電子黒板16台購入。
- 2011年（平成23年）10月29日 - 創立20周年記念式典挙行。記念として大型プリンター購入。
- 2013年（平成25年）11月25日 - 児童用に40台、教員用に1台のパソコン設置。

## 学区
神田2・3丁目、西城北2丁目の一部、宮園3丁目の一部、宮園4・5丁目、向外瀬、清野袋全域、青山全域、岩賀1・2・3丁目、向外瀬全域

## 交通
- 弘南バス
  - 宮園公園前（弘前駅 - 宮園団地線）停留所。
  - 県営住宅前、宮園公園西口（弘前駅 - 岩賀線・弘前駅 - 宮園団地線）停留所。